# Mecina
Mecina (a veces llamada Mecina Fondales o Mecina-Fondales, en alusión a la antigua entidad a la que pertenecía) es una localidad y pedanía española perteneciente al municipio de La Taha, en la provincia de Granada, comunidad autónoma de Andalucía. Está situada en la parte central de la comarca de la Alpujarra Granadina. Cerca de esta localidad se encuentran los núcleos de Mecinilla, Fondales, Ferreirola, Pitres y Capilerilla, que integran el citado municipio.

## Historia
Hasta 1975 formaba parte del municipio de Mecina Fondales, formado además por las pedanías de Mecinilla y Fondales. Se integró en La Taha en aquella fecha. Históricamente perteneció a la taha de Ferreyra y anteriormente al ŷuz´ primero y luego al iqlim de Farrayra.
Está situada dentro del Sitio Histórico de la Alpujarra Media y La Taha, y dispone de servicios turísticos, restaurantes y hotel.

## Demografía
Según el Instituto Nacional de Estadística de España, en el año 2024 Mecina contaba con 97 habitantes censados, lo que representa el 12,78% de la población total del municipio.

### Evolución de la población
| Gráfica de evolución demográfica de Mecina entre 2014 y 2024 |
|                                                              |
| Datos según el nomenclátor publicado por el INE.             |

## Comunicaciones

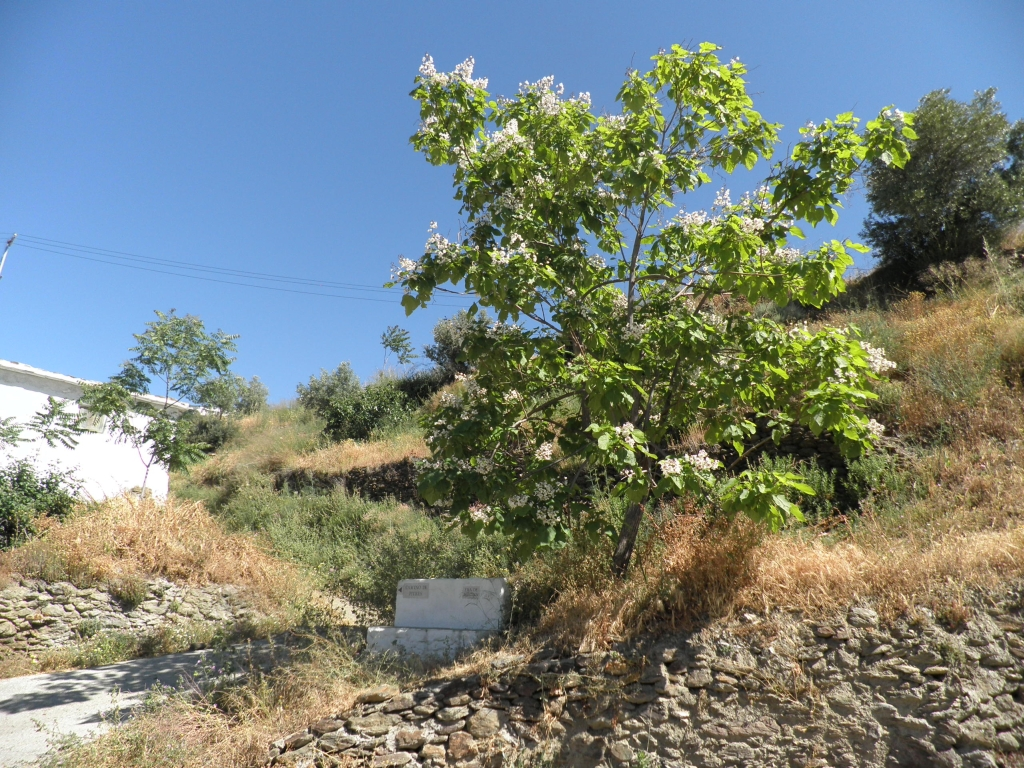
Era de Mecina

### Carreteras
La principal vía de comunicación que transcurre por esta localidad es:
| Identificador | Denominación    | Itinerario      |
| ------------- | --------------- | --------------- |
| A-4134        | Acceso a Mecina | Pitres - Mecina |

Algunas distancias entre Mecina y otras ciudades:
| Ciudades | Distancia (km) |
| -------- | -------------- |
| Pitres   | 4              |
| Órgiva   | 22             |
| Granada  | 73             |
| Almería  | 134            |
| Jaén     | 163            |
| Murcia   | 349            |

## Servicios públicos

### Sanidad
Mecina cuenta con un consultorio médico de atención primaria situado en la calle la Isla s/n, dependiente del Área de Gestión Sanitaria Sur de Granada. El servicio de urgencias está en el centro de salud de Órgiva y el área hospitalaria de referencia es el Hospital Santa Ana de Motril.

## Cultura

### Fiestas
Sus fiestas populares se celebran cada año alrededor del 25 de abril en honor a San Marcos, patrón de la localidad. Durante estas fiestas tiene lugar la procesión del santo con numerosas tracas de fuegos artificiales.